# Tell Halaf

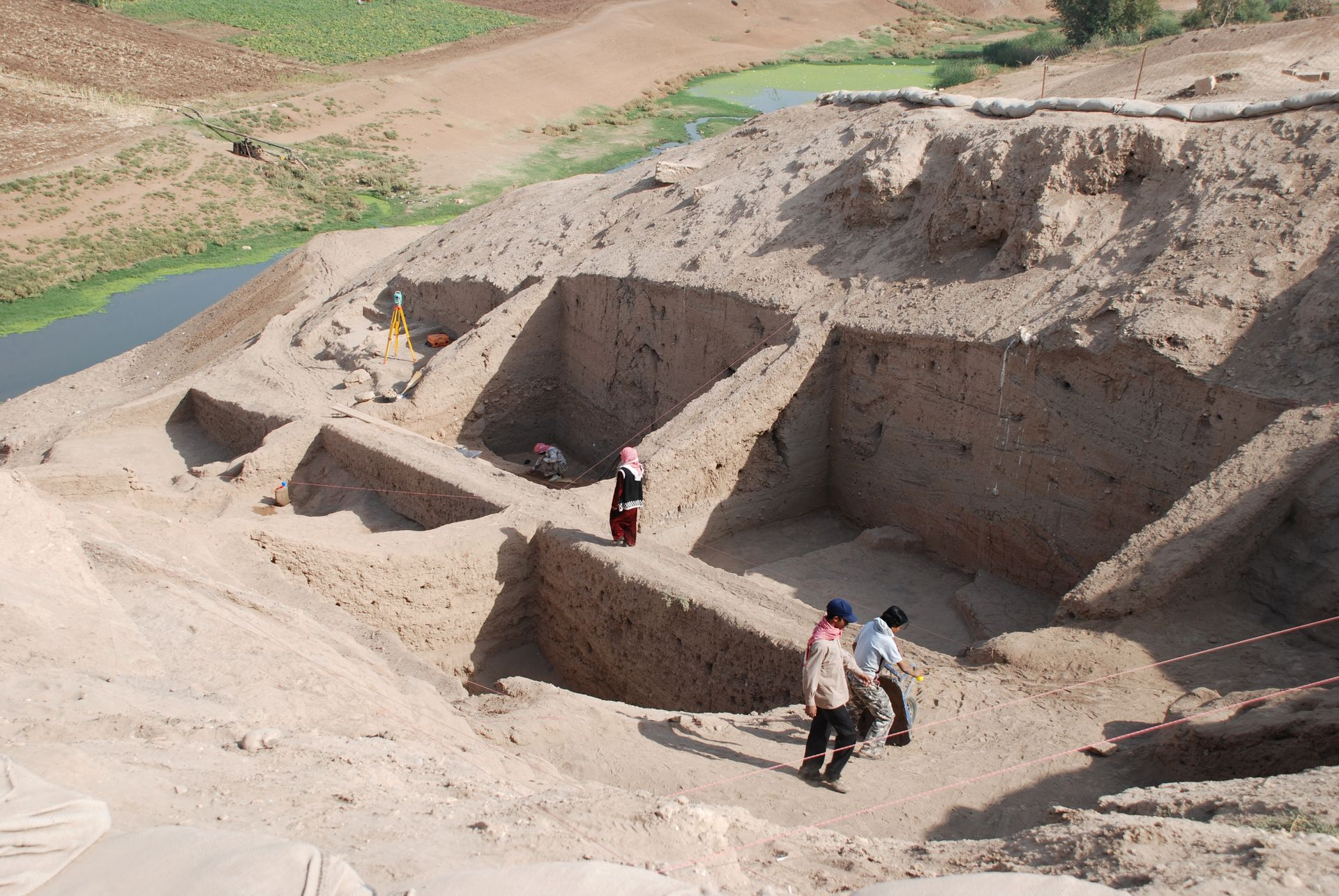
Excavaciones de la zona norte de Tell Halaf.

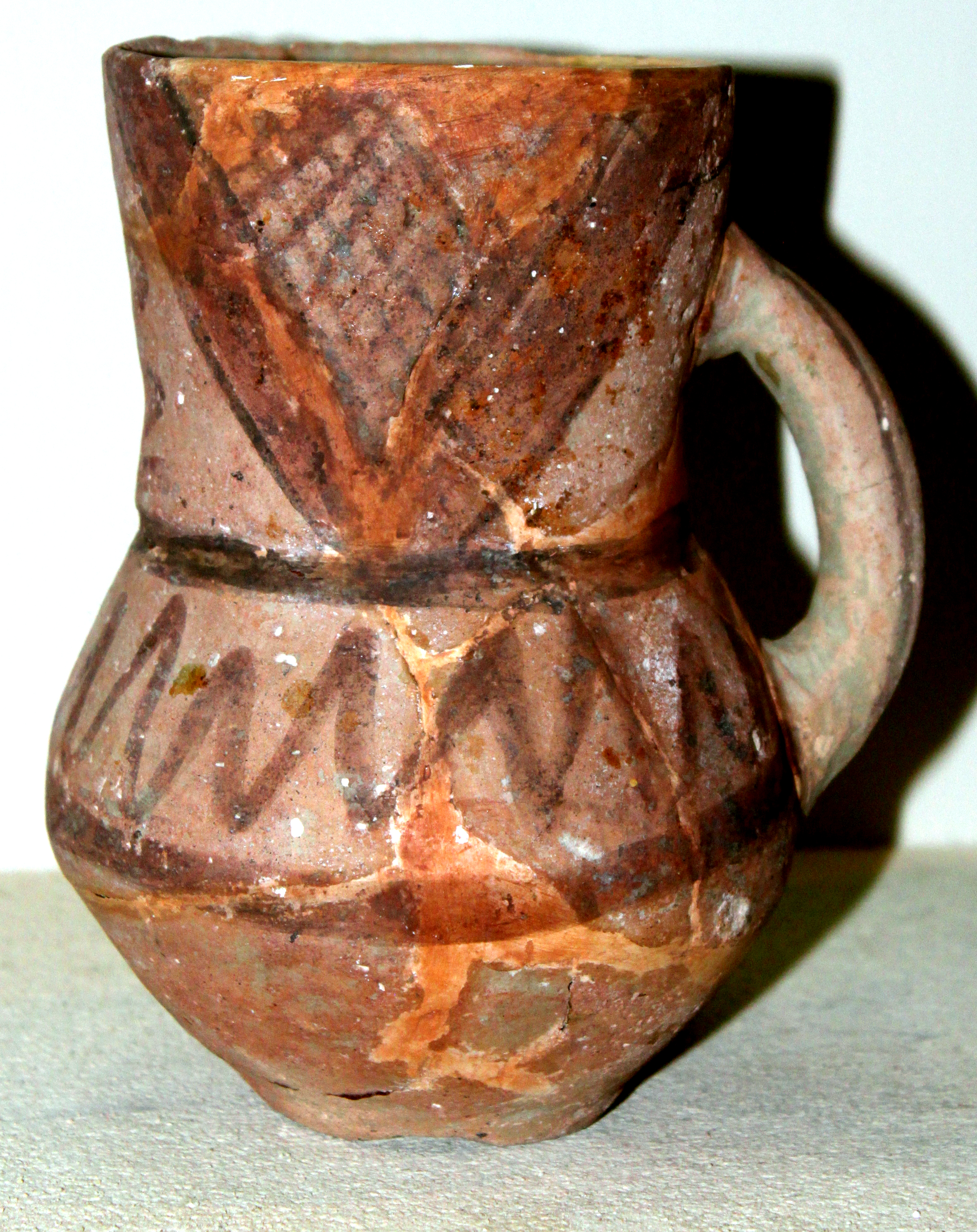
Cerámica de la cultura Halaf.

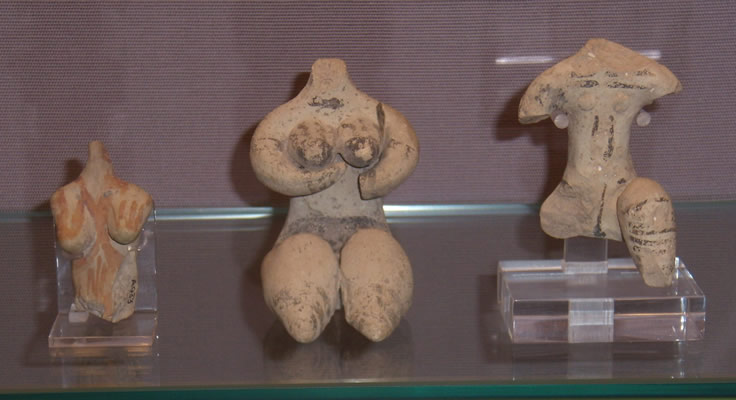
Figurillas de la cultura Halaf.

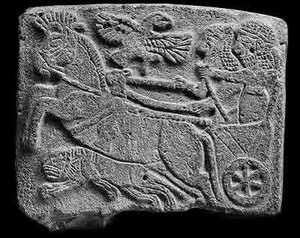
Escena de caza, relieve en basalto encontrado en Tell Halaf, 850-830 a. C.

Tell Halaf (en arameo: ܬܠ ܚܠܦ, Tell Halaf, en acadio: Guzana, en árabe: تل حلف) es un yacimiento arqueológico, cercano a la ciudad Ra's al-'Ayn, en el fértil valle del río Jabur, en la provincia de Al Hasakah del noreste de Siria, cerca de la frontera turca, frente a Ceylanpınar. El asentamiento se data en el VI milenio a. C. Unos cinco milenios después, en el lugar se establecería la ciudad-estado aramea de Guzana o Gozán, en el I milenio a. C.

## Cerámica y vivienda
Fue el primer descubrimiento que se tuvo de una cultura neolítica, posteriormente denominada cultura Halaf, que se caracteriza principalmente por la cerámica pintada con diseños geométricos y de animales.
En la zona floreció la cerámica pintada, con recipientes que muestran motivos decorativos, tanto figurativos como geométricos, que posiblemente tendrían un contenido religioso: seres humanos, bucráneos, reptiles, escorpiones, panteras, aves, pintados en negro y rojo. 
En la fase más reciente de Tell Halaf, fue el centro más importante de cerámica polícroma y de calidad, en tonos rojos, marrones y blancos sobre fondo claro, con un gusto más pronunciado por los motivos florales y geométricos.
Se han encontrado figurillas de terracota de animales, preferentemente de bóvidos, cabezas de carnero, dobles hachas y figuras femeninas polícromas, que tendrían una concepción religiosa, probablemente, diosas-madre, preferentemente en posición sedente, con amplios pechos y muslos.
El tipo de construcciones halladas están constituidas por casas con estancias rectangulares y también redondas a las que, frecuentemente, se les añade una antecámara rectangular, un piso superior abierto y un sótano como despensa. El patio, dedicado a actividades de ocio y religiosas constituía la mayor parte de las construcciones.

## Cultura Halaf
Tell Halaf es el yacimiento tipo de la cultura Halaf, que se desarrolló, sin rupturas importantes, desde el Neolítico III. El sitio, floreció entre el 6100 a. C. y el 5400 a. C., tiempo que se conoce como "período de Halaf". La cultura Halaf fue sucedida en Mesopotamia por la cultura de El Obeid. El lugar sería abandonado posteriormente por un largo período.

## Guzana
En el siglo X a. C. los gobernantes del pequeño reino arameo de Bit Bahiani se establecieron en Tell Halaf, que fue refundada como Guzana. El rey Kapara construyó el llamado Hilani, un palacio de estilo neohitita con rica decoración de estatuas y ortostatos con relieve.
En el 894 a. C., el rey asirio Adad-nirari II registró el sitio en sus archivos como una tributaria ciudad-estado aramea. En el 808 a. C., la ciudad y su zona de influencia llegó a ser una provincia del Imperio Asirio. La sede del gobernador se encontraba en un palacio en la parte oriental del montículo de la ciudadela. Guzana sobrevivió al colapso del imperio asirio y se mantuvo habitada hasta el período romano-parto.
Ya en períodos históricos, el mismo montículo se convirtió en ciudadela de los arameos y ciudad asiria. La ciudad baja se extendía a 600 m de norte a sur y 1000 m de este a oeste. El montículo de la ciudadela llegó a albergar palacios y otros edificios oficiales. Los más destacados fueron el Hilani o Palacio del Oeste con su rica decoración, que se remonta a la época del rey Kapara, y el Palacio del Noreste, sede de los gobernadores asirios. En la ciudad, también se descubrió un templo de estilo asirio.